# Cot Gapuh
Cot Gapuh är en kulle i Indonesien.   Den ligger i provinsen Aceh, i den västra delen av landet, 1 700 km nordväst om huvudstaden Jakarta. Toppen på Cot Gapuh är 90 meter över havet.
Terrängen runt Cot Gapuh är platt norrut, men söderut är den kuperad. Havet är nära Cot Gapuh åt nordost.Runt Cot Gapuh är det ganska tätbefolkat, med 160 invånare per kvadratkilometer. Närmaste större samhälle är Reuleuet, 8,7 km öster om Cot Gapuh. I omgivningarna runt Cot Gapuh växer i huvudsak städsegrön lövskog.